# آر.اچ. روبینز
رابرت اچ. روبینز (به انگلیسی: R.H.Robins) (زاده ۱ ژوئیه ۱۹۲۱ – مرگ ۲۰ آوریل ۲۰۰۰) آواشناس و زبان‌شناس انگلیسی بود. علی‌محمد حق‌شناس مدتی شاگرد او بوده است.

## آثار
- Ancient and Medieval Grammatical Theory in Europe (1951)
- The Yurok Language (1958)
- General Linguistics: An Introductory Survey (1964)
- تاریخ مختصر زبان‌شناسی (۱۹۶۷؛ ترجمهٔ فارسی علی‌محمّد حق‌شناس)
- Diversions of Bloomsbury (1970)
- Ideen- und Problemgeschichte der Sprachwissenschaft (1973)
- Sistem dan Struktur Bahasa Sunda (1983)
- The Byzantine Grammarians: Their Place in History (1993)
- Texts and Contexts: Selected Papers on the History of Linguistics (1998)